# 南康区
南康区是中華人民共和國江西省的一個市辖区，现是隶属于赣州市。南康区地处于江西省南部，距离赣州市中心城区约半小时车程，因“地接岭南，人安物阜”而得名。原南康市总面积1800平方公里（市区面积14平方公里），设区后为1732平方公里，人口主要以客家人為主。區域政府駐蓉江街道。
设区前区划代码为360782，设区后为360703。

## 歷史

荷兰人约翰·纽霍夫在1665年所画的南康风景图

- 三国孙吴嘉禾五年（236年），析南野县置南安县。西晋太康元年（280年）改名南康县，因“地接岭南，人安物阜”而得名。太康三年属南康郡。
- 民国时期先后属赣南道和第十一、第四行政区。
- 1995年3月经中華人民共和國国务院批准撤县设市。
- 2013年11月12日国务院批准撤县级市设区，并将原南康市潭东镇、潭口镇划给章贡区[5][6][7]。
- 2014年2月25日“南康市”的牌子被摘下[8]，“赣州市南康区”正式挂牌[9][10]。并将城建、土地、城乡规划、社会经济等划归赣州市有关部门管理和编制（简称“多规合一”），实现由县域经济单位向城区单位转型；区划代码由360782变为360703；其余不变。另外南康该区保留了部分县县级市的权限，比如南康市公安局改为南康区公安局。[11]
- 2016年3月27日部分行政村划给赣州经开区管理。[12]

## 行政区划
南康区下辖2个街道办事处、6个镇、11个乡、1个民族乡：
蓉江街道、东山街道、唐江镇、凤岗镇、龙岭镇、龙回镇、镜坝镇、横市镇、浮石乡、赤土畲族乡、横寨乡、朱坊乡、太窝乡、三江乡、龙华镇、十八塘乡、麻双乡、大坪乡、坪市乡、隆木乡和南康市工业园。
南康区常住人口总数为888474人（不包括中国人民解放军现役军人和居住在区内的港澳台居民以及外籍人员），与2010年第六次全国人口普查的787636人相比，十年共增加100838人，增长12.80%。

## 地理
南康区位于江西省赣州市西部，赣江源章江流域的中下游。东邻赣县、章贡区，南连信丰县、大余县，西接上犹县、崇义县，北界遂川县、万安县。南康区纵长横狭，似瓠形，南北长85.45千米，东西宽42.6千米，总面积1732平方千米。 距赣州中心城区33千米，距省会南昌455千米。
地势南北高，中间低。主要河流有章水及其支流上犹江。

## 交通
南康交通便利，是赣南的交通枢纽。
- 铁路：京九铁路、赣韶铁路、昌贛客運專線
- 公路： 大广高速与 厦蓉高速在唐江镇交汇，与韶赣高速公路在龙回镇交汇。 105国道、 323国道、 357国道在市区交汇
- 航空：新赣州黄金机场位于南康区凤岗镇峨眉村

## 经济

市政广场

家具业：南康在既无林木资源优势也无家具产业基础的情形下，用了20多年时间创造了一个草根创业的产业奇迹。如今，南康初步形成了集加工制造、销售流通、专业配套、家具基地等为一体的产业集群，这也是中部地区规模最大的家具产业集群，为中国中部家具产业基地以及全国首个实木家具知名品牌创建示范区。2012年南康家具总产值200亿，2013年450亿，2014年700亿，同比分别增长125%、55.6%。
工业：南康区毗连赣州市中心城区，近年来电子组装业发展不错。
农业：甜柚、脐橙是南康的优势农产品，已形成一定的产业规模。

## 文化教育
语言：南康人的口语以客家话为主，书面语为简体中文，官方语言为汉语普通话。随着与全国各地的经济文化交流加深，普通话有流行趋势，南康客家话也受汉语普通话深远影响，客家话里融入了大量现代汉语普通话词汇。
习俗：传统饮食习惯，早中晚三餐米饭，菜属微辣系；过年无吃饺子或汤圆的习惯；现在也就一般的习俗，与中国其他城市并无明显差异。
教育：江西省南康中学

## 风景名胜
- 文峰塔

城区有以下景点
- 文化广场
- 南山风景区
- 东山公园
- 旭山公园